# زولتان كيليمن
زولتان كيليمن (بالرومانية: Zoltán Kelemen)‏ هو متزلج فني روماني، ولد في 31 يوليو 1986 في ميركورا تشيوك في رومانيا.

## وصلات خارجية
- زولتان كيليمن على موقع الاتحاد الدولي للتزلج (الإنجليزية)
- زولتان كيليمن على موقع أوليمبيديا (الإنجليزية)